# Sunwapta
Il Sunwapta è un fiume del Canada, che scorre in Alberta. Esso nasce dal ghiacciaio Athabasca e confluisce nel fiume Athabasca, del quale è quindi tributario.